# Єрмошино
Єрмошино (рос. Ермошино) — присілок в Невельському районі Псковської області Російської Федерації.
Населення становить 12 осіб. Входить до складу муніципального утворення Туричинська волость.

## Історія
Від 2015 року входить до складу муніципального утворення Туричинська волость.

## Населення
| 2001 | 2002 | 2010 |
| ---- | ---- | ---- |
| 13   | ↗21  | ↘12  |